# فلووی
فلووی (به انگلیسی: Flowey) یک شخصیت داستانی و هماورد اصلی بازی ویدئویی نقش‌آفرینی آندرتیل است که توسط توبی فاکس ساخته شده است. او در بیشتر بازی به شکل گلی خندان با شخصیتی سایکوپاتیک ظاهر می‌شود. این گل احساسات خود را از دست داده است و همین او را به موجودی ترسناک تبدیل کرده است. او در اصل ازریل (به انگلیسی: Asriel) پسر پادشاه بوده است. بعد از مردن ازریل غبار [dust] او روی باغچه پادشاه می‌ریزد و در سال بعد آلفیس که همان دانشمند سلطنتی پادشاه است، با تزریق دیترمنیشن [determination] به اولین گلی که از آن باغچه می‌روید، به آن گل جان می‌بخشد، آن گل همان ازریل است که الان به شکل گل دوباره هوشیاری خود را به دست آورده است. او به دلیل مرگش دیگر روح ندارد پس احساسات هم ندارد، او فقط دیترمنیشن دارد. بعد از اتفاقاتی او نمی‌خواهد کسی بداند که او در اصل ازریل بوده است پس اسم فلووی [Flowey] را به خودش می‌دهد.
در اواخر بازی، اگر مسیر عادی یا صلح جویانه را انتخاب کرده باشید، او به صورت غیرمنتظرانه ای تبدیل به غول مرحله آخر بازی به نام امگا فلووی می‌شود و نبردی حماسی با بازیکن را شروع می‌کند، در این مبارزه هیچ شکستی وجود ندارد و در نهایت که فلووی شکست می‌خورد، بازیکن امکان این را دارد که اورا بکشد یا به او رحم کند، اگر به او رحم کند، فلووی طریقه گرفتن پایان خوب را به بازیکن می‌گوید. در مسیر قتل‌عام، بازیکن بعد از شکست دادن سنس وارد اتاق پادشاه شده و به صورت خودکار پادشاه را می‌کشد و فلووی که پشت سر پادشاه قرار گرفته به بازیکن التماس می‌کند که بازیکن او را نکشد ولی بازیکن همانند پادشاه، فلووی را به صورت خودکار آنقدر شکنجه می‌دهد تا بمیرد و بعد از مرگ فلووی، اولین انسانی که در دنیای هیولاها بوده است (به نام کارا) و روح او که توسط فریسک (شخصیتی که بازیکن با آن بازی می‌کند) جذب شده بوده، آزاد می‌شود و از بازیکن می‌خواهد دنیای بازی را با گزینه ای که خودش می‌دهد پاک کند.

## ظواهر
بازیکن ابتدا در آغاز بازی با فلووی رو به رو می‌شود. فلووی تظاهر می‌کند هیولایی یاری رسان است و به بهانهٔ دادن گلوله‌های دوستانه (در واقع گلوله‌هایی آسیب زا) به بازیکن، به او حمله می‌کند. او همچنین به بازیکن می‌گوید که با افزایش «love»، که در واقع مخفف «سطح خشونت» است، سطح خود را ارتقا دهد؛ بنابراین در واقع باعث تشویق خشونت علیه هیولاهای دیگر می‌شود. قبل از اینکه او بتواند بازیکن را بکشد، توریل او را فراری می‌دهد.